# Эль-Хаббания (город)
Эль-Хаббания (араб. الحبانية‎) — город в Ираке в провинции Анбар.

## История
В XX веке возле города был построен военный аэродром — RAF Хаббания, сыгравший важную роль в военной истории Ирака. 25 мая 1941 года для защиты от иракских пехотных соединений и люфтваффе сюда по воздуху был переброшен 2-й батальон 4-го полка гуркхских стрелков 10-й индийской стрелковой дивизии.
В XX веке во время геноцида ассирийцев сюда переселились жители ассирийских городов Сулдос и Урмия

## География
Расположено в центральной части страны, в крайней восточной части мухафазы Анбар, в пределах Месопотамской низменности, у реки Евфрат, на северном побережье озера Эль-Хаббания, примерно в 75 километрах к западу от Багдада.

## Климат
| Показатель                    | Янв. | Фев. | Март | Апр. | Май | Июнь | Июль | Авг. | Сен. | Окт. | Нояб. | Дек. | Год |
| ----------------------------- | ---- | ---- | ---- | ---- | --- | ---- | ---- | ---- | ---- | ---- | ----- | ---- | --- |
| Средний суточный максимум, °C | 15   | 18   | 22   | 30   | 36  | 41   | 43   | 43   | 40   | 33   | 24    | 17   | 30  |
| Средний суточный минимум, °C  | 3    | 5    | 8    | 14   | 20  | 22   | 25   | 25   | 21   | 15   | 10    | 5    | 15  |
| Норма осадков, мм             | 20   | 20   | 20   | 10   | 0   | 0    | 0    | 0    | 0    | 0    | 20    | 20   | 120 |
| Источник: Weatherbase         |      |      |      |      |     |      |      |      |      |      |       |      |     |